# Xã Washington, Quận Doniphan, Kansas
Xã Washington (tiếng Anh: Washington Township) là một xã thuộc quận Doniphan, tiểu bang Kansas, Hoa Kỳ. Năm 2010, dân số của xã này là 3.079 người.